# Soeurs de Notre-Dame du Fief
Die Soeurs de Notre-Dame du Fief bilden eine römisch-katholische Ordensgemeinschaft, welche zur Familie der Zwartzusters gehört.
Das Gründungskloster ist in Frankreich gelegen und wurde 1493 durch die Zwartzusters, Mutterhaus Ieper begründet. Im Jahre 1607 erhielten sie durch den Bischof von Ieper neue Statuten. Im Mai 1815 wurden zwei Schwestern zur Wiederbelebung der Zwartzusters Veurne entsandt. Die Kongregation, deren Mutterhaus mehrmals niederbrannte, zählte 1998 noch etwa 40 Schwestern.